# 1762 w literaturze
Wydarzenia literackie w 1762 roku.

## Nowe książki
- polskie
- zagraniczne
  - Paisjusz Chilendarski - Słowianobułgarska historia
  - Jean-Jacques Rousseau - Umowa społeczna.
  - Jean-Jacques Rousseau - Emil, czyli o wychowaniu

## Urodzili się
- Susanna Rowson, brytyjska i amerykańska pisarka (zm. 1824)